# Кавалькада (фильм)
«Кавалькада» (англ. Cavalcade) — американский художественный чёрно-белый фильм, снятый по одноимённой пьесе 1931 года английского драматурга сэра Ноэла Кауарда британским режиссёром Фрэнком Ллойдом и вышедший на экраны в 1933 годy.
Лауреат премии «Оскар» 1933 года в трёх номинациях: «Лучший фильм года», «Лучшая режиссура» и «Лучшая работа художника-постановщика». Дайана Уиньярд, сыгравшая роль Джейн Мэрриот, номинировалась в категории «Лучшая женская роль».

## Сюжет
Фильм показывает глазами главных героев, жителей Лондона — Джейн и Роберта Марриота, обширный период английской истории первой половины XX века, начало которого приходится на канун Нового 1899 года, а конец на 1 января 1933 года. Фоном картины служат многочисленные драматические исторические события, среди которых вторая англо-бурская война, смерть королевы Виктории, гибель «Титаника» и Первая мировая война.

## В ролях
- Дайана Уиньярд — Джейн Марриот
- Клайв Брук — Роберт Марриот
- Уна О'Коннор — Эллен Бриджес
- Херберт Мандин — Алфред Бриджес
- Маргарет Линдси — Эдит Харрис
- Бонита Гренвилл — юная Фанни